# Zack Short (Leichtathlet)
Zack Short (* 29. Oktober 1997 in Lebanon, Oregon) ist ein honduranisch-US-amerikanischer Leichtathlet, der im Kugelstoßen sowie im Diskuswurf an den Start geht.

## Sportliche Laufbahn
Erste internationale Erfahrungen sammelte Zack Short, der ein Studium an der University of Idaho absolvierte, bei den U23-NACAC-Meisterschaften 2019 in Santiago de Querétaro, bei denen er mit einer Weite von 18,34 m die Bronzemedaille hinter dem US-Amerikaner Jordan Geist und Kyle Mitchell aus Jamaika gewann. Anschließend gelangte er bei den Panamerikanischen Spielen in Lima mit 18,62 m auf den zehnten Platz. Im Jahr darauf siegte er bei den Zentralamerikameisterschaften in San José mit 18,08 m im Kugelstoßen sowie mit 51,52 m auch im Diskusbewerb. 2021 verteidigte er dann bei den Zentralamerikameisterschaften ebendort mit 19,66 m und 49,03 m seine Titel. Im Jahr darauf siegte er mit 18,66 m und 50,74 m bei den Zentralamerikameisterschaften in Managua und anschließend belegte er bei den NACAC-Meisterschaften in Freeport mit 18,66 m den fünften Platz im Kugelstoßen und gelangte mit dem Diskus mit 50,52 m auf Rang sechs. 2023 belegte er bei den Zentralamerika- und Karibikspielen (CAC) in San Salvador mit 18,08 m den siebten Platz und gelangte anschließend bei den Panamerikanischen Spielen in Santiago de Chile mit 17,81 m auf den zehnten Platz.

## Persönliche Bestleistungen
- Kugelstoßen: 22. Februar 2019 in Bozeman
- Diskuswurf: 53,54 m, 30. März 2019 in Sacramento (honduranischer Rekord)